# Manfred Tryb
Manfred Tryb - krótkometrażowy film polski z 2007 roku, w reżyserii Tomasza Karpowicza. Obraz prezentowany m.in. w konkursie kina niezależnego 33. FPFF w Gdyni oraz nagradzany na licznych konkursach i festiwalach filmów offowych. W roku 2008 film zdobył m.in. nagrodę specjalną jury Międzynarodowego Forum Niezależnych Filmów Fabularnych "Oskariada 2008" oraz Grand Prix Letnich Spotkań Filmowych "Kameralne Lato".

## Opis fabuły
Historia tytułowego Manfreda, nieśmiałego pracownika dużej firmy, który - zachęcony przez jedyną życzliwą mu w tej firmie osobę - postanawia zmienić swoją sytuację zawodową. W domowym zaciszu pisze podanie o zmianę stanowiska i podwyżkę. Wyobraźnia podsuwa nieśmiałemu Manfredowi najczarniejsze scenariusze konfrontacji z przełożonym.